# Les vaches n'auront plus de nom
Pour plus de détails, voir Fiche technique et Distribution.
Les vaches n'auront plus de nom est un film français réalisé par Hubert Charuel et sorti en 2019.

## Synopsis
À l'approche de la retraite, Sylvaine et Jean-Paul Charuel, les parents du réalisateur, ont tout pour être satisfaits. Pourtant quelque chose cloche : la transmission à la génération suivante. Ils n'ont qu'un fils, Hubert, qui s'est entiché du cinéma et ne reprendra pas la ferme, malgré son attachement au monde paysan.

## Fiche technique
- Titre : Les vaches n'auront plus de nom
- Réalisation : Hubert Charuel
- Photographie : Hubert Charuel, avec la collaboration de Sébastien Goepfert et Claude Le Pape
- Montage : Grégoire Pontécaille
- Montage son : Aline Huber
- Mixage : Vincent Cosson
- Production : Douk-Douk Productions
- Pays d'origine :  France
- Durée : 51 minutes
- Date de sortie : 14 juin 2019 (Présentation au festival Côté court de Pantin)

## Distribution
- Sylvaine, Jean-Paul et Hubert Charuel

## Sélections
- 2019 : Festival Côté court de Pantin[1]
- 2019 : Festival Visions du réel[2]
- 2019 : Festival International Jean Rouch[3],[4]
- 2020 : Festival Filmer le travail[3] (Grand prix, prix valorisation de la recherche et prix restitution du travail contemporain)